# Fritz Harnest

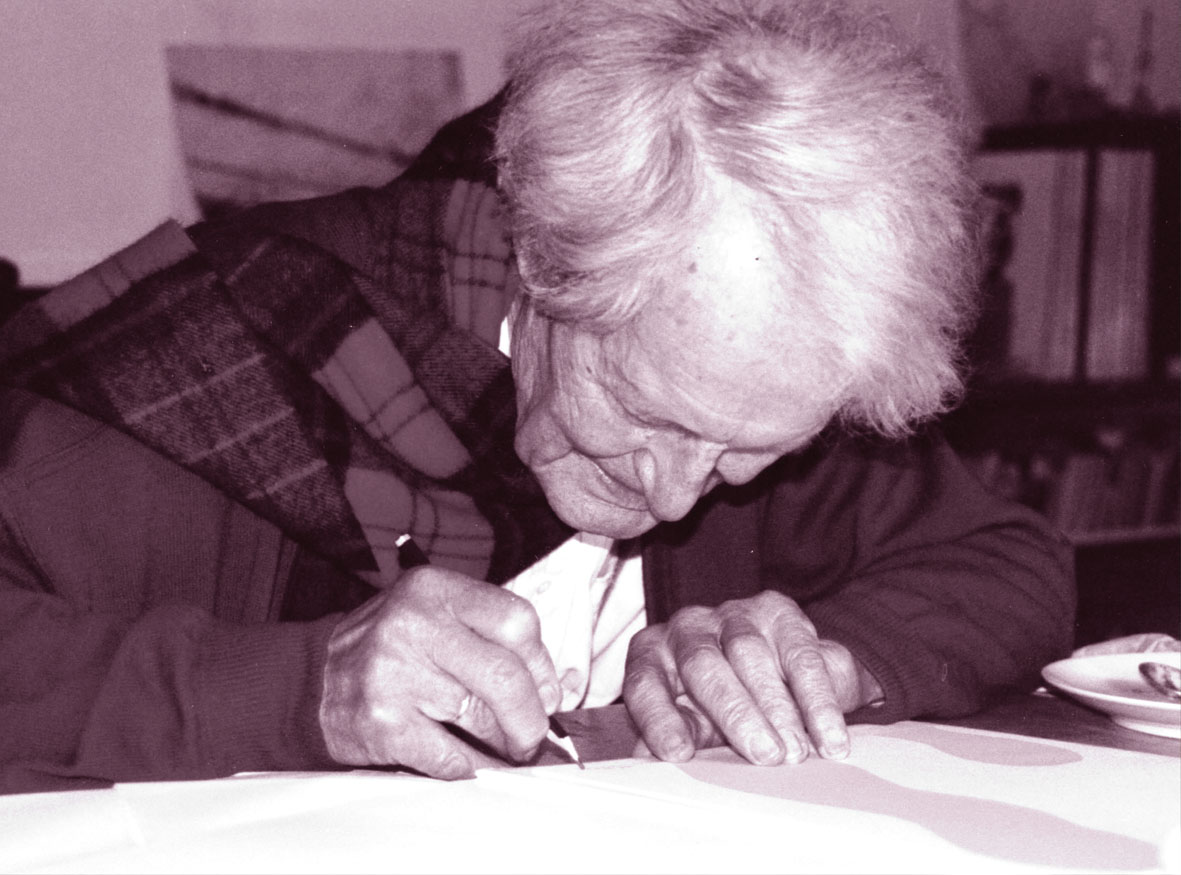
Fritz Harnest Ende Dezember 1998 (Aufnahme Joseph Harnest)

Fritz Harnest (* 16. August 1905 in München; † 28. Januar 1999 in Traunstein) war ein deutscher Maler und Grafiker. Er war ein wichtiger Vertreter der Abstrakten Kunst und Druckgrafik nach dem Zweiten Weltkrieg.

## Leben und Werk
Fritz Harnest begann sein Studium bereits im Alter von 16 Jahren. Von 1921 bis 1929 studierte er Malerei an der Akademie der bildenden Künste in München als Schüler von Carl Johann Becker-Gundahl, Ludwig von Herterich und Karl Caspar. Er beschäftigte sich intensiv, insbesondere ab 1929 bei Karl Caspar, mit der Farbe. In den Jahren von 1930 bis 1931 unternahm er Studienreisen nach Frankreich, in die Normandie und nach Paris mit seinem Freund, dem Maler Otto Baumann.

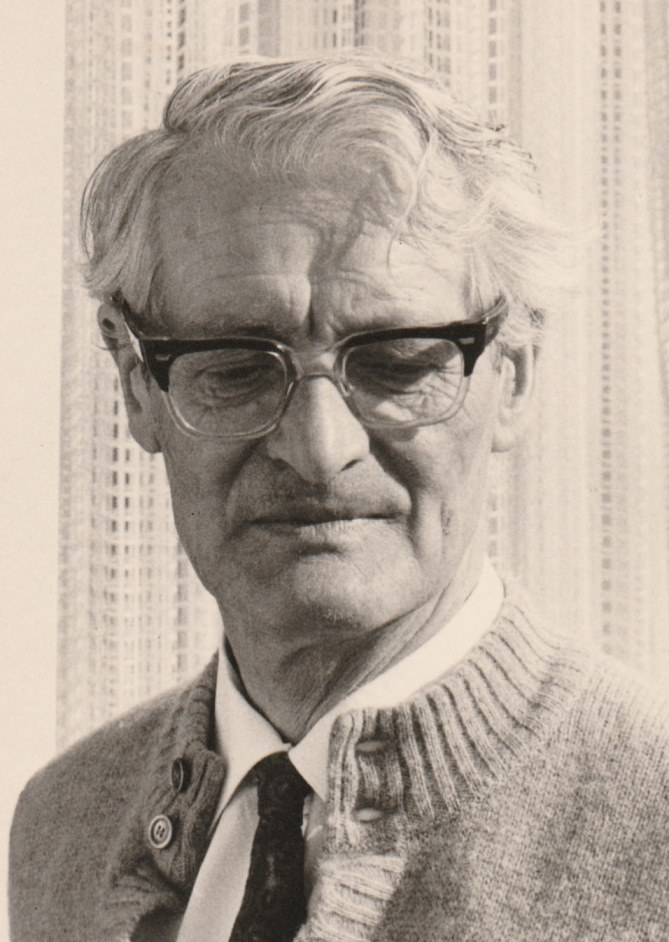
Fritz Harnest um 1970 (Aufnahme Joseph Harnest)

Bei Beginn der nationalsozialistischen Machtübernahme zog er sich zurück. Er besuchte 1934 Berlin und traf dort Emil Nolde, der ihn ermunterte, seine Arbeit wieder aufzunehmen. Es schloss sich ein weitgehend erhaltener Briefwechsel mit Nolde an. Fritz Harnest hatte seine erste Einzelausstellung mit Kreidezeichnungen 1934 in Berlin. Ab dieser Zeit lebte er abwechselnd in Hamburg, Berlin und München.
1935 heirateten Fritz Harnest und Mutz Ellermann. Sie war Zeichnerin und bestritt später viele Jahre den Unterhalt der Familie. In dieser Zeit entstanden einige sehr farbige Landschafts- und Porträtgemälde von Fritz Harnest. 1937 wurde Sohn Joseph geboren, ein Jahr später erfolgt die Geburt des Sohnes Ulf. Nach einem missglückten Versuch sich in Hamburg niederzulassen zieht die Familie 1938 in eine Wohnung in Übersee am Chiemsee. Im gleichen Jahr porträtierte Fritz Harnest Emil Noldes Frau. Von 1940 bis 1945 war Harnest als Dolmetscher in Moosburg tätig. 1946 nahm er an den ersten Nachkriegsausstellungen Bayerische Kunst der Gegenwart (Bavarian Art of Today) in München und Basel teil.
Harnest wandte sich schon früh der grafischen Arbeit mit Holzschnitten und der Abstraktion zu. Im Jahr 1952 entstanden die “Bibelholzschnitte”. Seine Bilder wurden in dieser Zeit in der Schweiz, Italien, Holland, Österreich, in allen Teilen Deutschlands und in Ohio ausgestellt. 1959 begann eine Freundschaft mit Rupprecht Geiger. Im Jahr 1959 war er Teilnehmer der documenta 2 in Kassel in der Abteilung Graphik. Im selben Jahr wurde er, vermittelt durch Werner Gilles, Mitglied der Neuen Gruppe München. In den achtziger Jahren entstanden in Zusammenarbeit mit Klaus Steindlmüller Keramikarbeiten. 1991 starb seine Ehefrau.

## Preise und Auszeichnungen
- 1961: 2. Preis bei der II. Internationalen Triennale für farbige Originalgrafik Grenchen, Schweiz
- 1964: Seerosenpreis der Stadt München für Malerei
- 1969: Ehrenmedaille bei der ersten Triennale Internazionale della Xilographia Contemporanea, Capri
- 1988: Preis des Kunstvereins Rosenheim anlässlich der Jahresausstellung
- 1996: Bundesverdienstkreuz am Bande
- 1997: Kulturpreis der Stadt Rosenheim

## Arbeiten im öffentlichen Raum

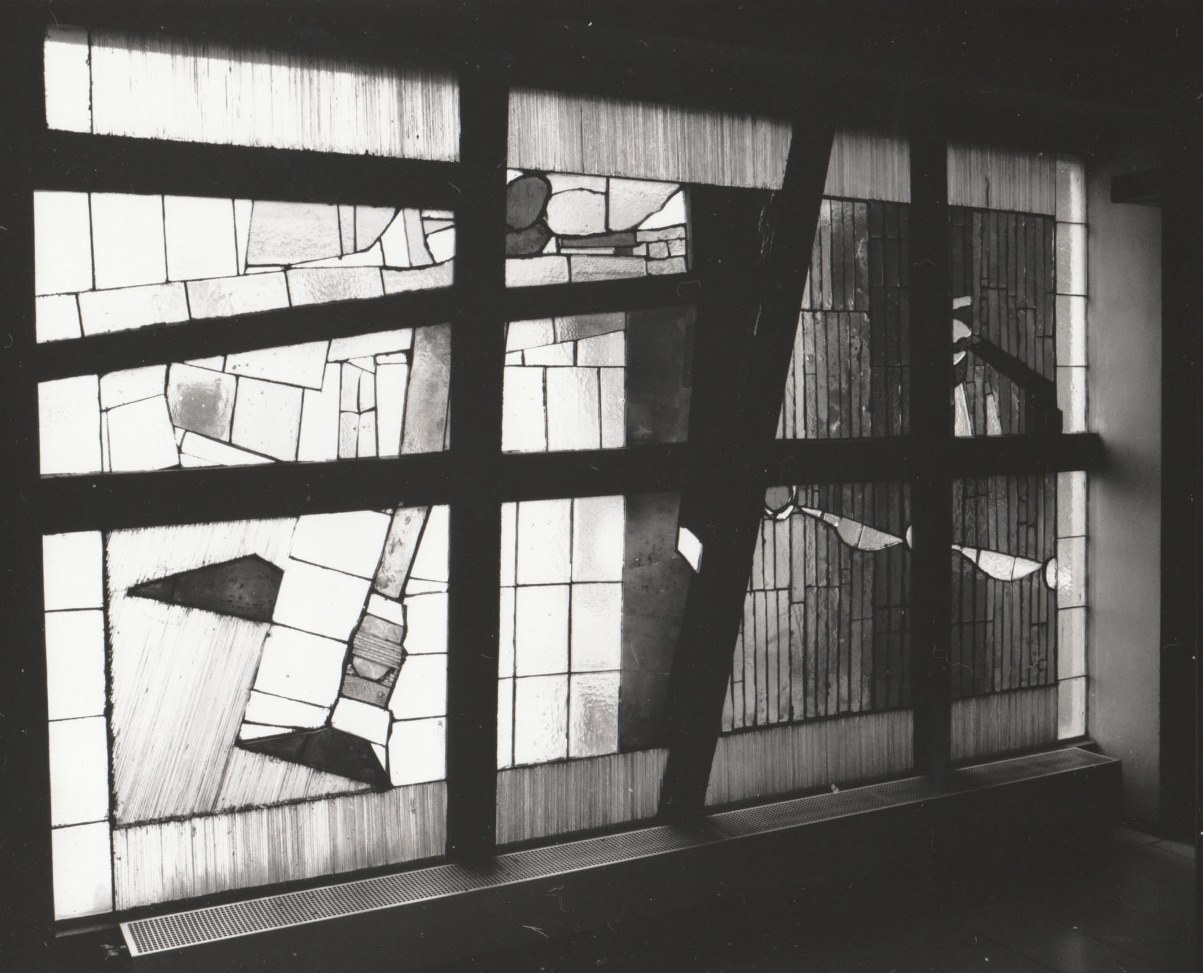
Fenster im Treppenhaus des Instituts für Maschinenwesen der TU München (Aufnahme Joseph Harnest 1995)

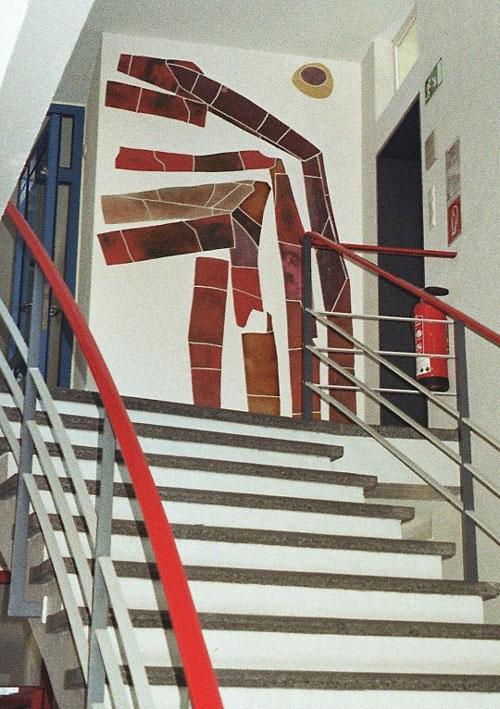
„Wandkeramik Harnest-Bampi im Treppenaufgang zum 1.OG im Finanzamt Säckingen“

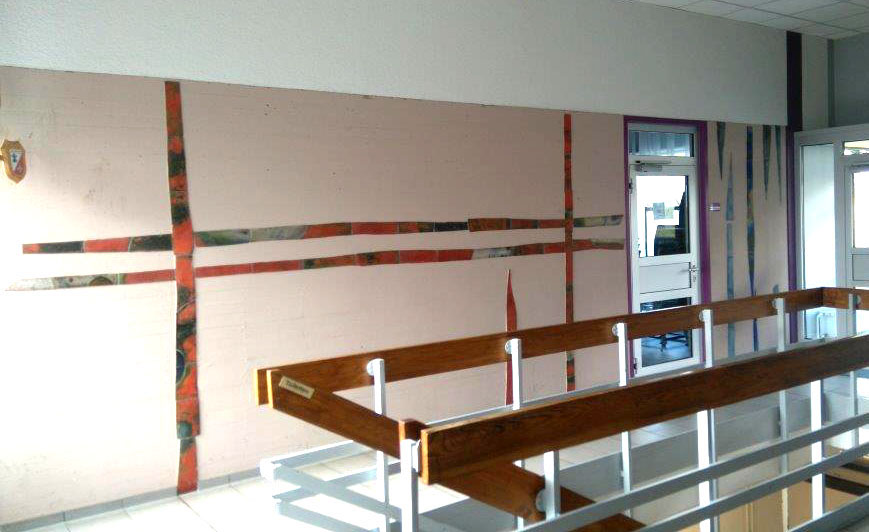
„Wandkeramik Harnest-Bampi im Casino der Alb-Kaserne Stetten“

- Technische Universität München – Institut für Maschinenwesen, Treppenhaus: Glasfenster zusammen mit Rupprecht Geiger, Reinhard Omir und Walter Raum
- Finanzamt Säckingen: 4 Stirnwände in Keramik (Ausführung Richard Bampi)
- Kasino der Alb-Kaserne, Stetten am kalten Markt: 4 Wandkeramiken (Ausführung Richard Bampi)

## Mappenwerke
- Fritz Harnest – acht farbige Holzschnitte mit einem Gedicht von Eugen Gomringer, Verlag Galerie Otto Stangl München 1959; Leinenkassette (ca. 46,6 × 32,8 × 3,1 cm) mit 8 signierten mehrfarbigen handabgezogenen Holzschnitten und 4 Textblättern, Auflage 25 nummerierte Exemplare.[3][4]

## Posthume Ausstellungen (Auswahl)
- 2005: 100 Jahre Fritz Harnest – 10 Jahre Staatliches Hochbauamt, Staatliches Hochbauamt Rosenheim.[6][7]
- 2007: Fritz Harnest – Vom Klang der Farbe, Galerie im Alten Rathaus, Prien.[8]
- 2019: Moments Musicaux – Fritz Harnest, ein Graphiker der Moderne und die Musik – Klavierabend mit dem Klangzauberer Wolfgang Leibnitz, mit einer Bildprojektion von Willee Regensburger,[9] Vereinshaus Traunstein.[10]
- 2025: Glas Klang Farbe - Florian Lechner - Fritz Harnest, Galerie im Alten Rathaus, Prien.[11]

## Film
- Hans Stumpf: Kunst der Gegenwart – am Beispiel von Fritz Harnest. marquardt Ausstellungen, München 1994.[12]